# Отношения Индии и Сент-Люсии
Отношения Индии и Сент-Люсии — двусторонние дипломатические отношения между Индией и Сент-Люсией.

## История
Отношения между Индией и Сент-Люсией берут своё начало в середине XIX века, когда обе страны были британскими колониями. Первые индийцы прибыли в Сент-Люсию 6 мая 1859 года в качестве наёмных рабочих на борту корабля «Пальмира». В последующие десятилетия тринадцать судов перевезли наёмных рабочих из Индии в Сент-Люсию. Последний корабль, перевозивший индийских наемных рабочих, «Волга», прибыл на остров 10 декабря 1893 года. В общей сложности на Сент-Люсию было доставлено почти 4500 индийцев, не считая тех, кто умер во время плавания. Около 2075 рабочих вернулись в Индию, в то время как остальные остались в Сент-Люсии или эмигрировали в другие страны Карибского бассейна, такие как Тринидад и Тобаго и Гайана. Срок действия последних контрактов истек в 1897 году, и к концу XIX века в население Сент-Люсии входило 2560 индийцев. Многие индийцы, у которых закончился срок действия контракта, не смогли вернуться домой, поскольку у них не было для этого достаточных средств. Индийцы, оставшиеся в Сент-Люсии, стали источником индо-сент-люсийской общины.
Премьер-министр Индии Нарендра Моди и премьер-министр Сент-Люсии Кенни Энтони провели двусторонние обсуждения в кулуарах Генеральной Ассамблеи ООН в Нью-Йорке 25 сентября 2015 года. Министр развития навыков и предпринимательства Раджив Пратап Руди совершил визит в Сент-Люсию 3—6 октября 2016 года. Руди провел двусторонние переговоры с исполняющим обязанности премьер-министра Гаем Джозефом, министром иностранных дел Сарой Бобрун Флуд, сенатором Херманглидом Фрэнсисом, министром внутренних дел, юстиции и национальной безопасности, министром торговли, промышленников, Ассоциаций Диаспоры, Академиками и другими высокопоставленными правительственными чиновниками Сент-Люсии.

## Торговля
Двусторонний товарооборот между Индией и Сент-Люсией в 2015—16 годах составил 3,12 миллиона долларов США, что на 21 % больше, чем в предыдущем финансовом году. Индия экспортировала товаров в Сент-Люсию на сумму 2,67 миллиона долларов и импортировала 450 000 долларов. Основными товарами, экспортируемыми из Индии в Сент-Люсию, являются транспортные средства, фармацевтические препараты, железо и сталь, а также текстиль. Основными товарами, импортируемыми в Индию из Сент-Люсии, являются алюминий и железо.

## Иностранная помощь
Индия оказала помощь в реконструкции больницы Святого Иуды в Сент-Люсии в 2010 году. Индия пожертвовала 500 000 долларов на оказание помощи в случае стихийных бедствий после урагана Томас в декабре 2010 года и такую же сумму после наводнений в Сент-Люсии в декабре 2013 года. Граждане Сент-Люсии имеют право на получение стипендий в рамках Программы индийского технического и экономического сотрудничества и Индийского совета по культурным связям.

## Индийцы в Сент-Люсии
Индо-сент-люсианцы — это граждане Сент-Люсии индийского происхождения, происходящие от граждан Индии, которые приехали в Сент-Люсию в XIX веке в качестве наёмных рабочих. Индийская диаспора Сент-Люсии, ассоциация, продвигающая индо-сент-люсийское наследие, организовала первое празднование Дня прибытия индийцев в Сент-Люсию 6 мая 2013 года. Ассоциация проводит кампанию за то, чтобы правительство Сент-Люсии официально объявило 6 мая Днём прибытия индийцев.
По состоянию на 2013 год люди индийского происхождения являются этническим меньшинством в стране, составляя 2,4 % населения страны. Ещё 11,9 % населения страны являются многорасовыми, преимущественно индийского и африканского происхождения. Они полностью ассимилировались с местным населением и мало знакомы с индийской культурой. Некоторые жители Сент-Люсии индийского происхождения занимали высокие посты, такие как министры Кабинета министров. Кроме того, большинство преподавателей и студентов в трёх оффшорных кампусах медицинских колледжей Сент-Люсии являются американцами индийского происхождения и индоканадцами. По состоянию на декабрь 2016 года в Сент-Люсии проживает около 250 граждан Индии. Большинство из них — врачи и представители других профессий, в то время как некоторые из них являются бизнесменами, занимающимися импортом, торговлей и управлением магазинами беспошлинной торговли.